# Bohras
 (mars 2023).
Les Bohras ou Tayyibi sont une communauté chiite de la branche musta'lienne fondée par Abû al-Qâsim al-Tayyib (XIIe siècle) qui fait elle-même partie du chiisme ismaélien (ou septimanien). Cette branche des Tayyibi se rattache, sur les plans religieux et littéraire, aux califes-imâms des Fatimides d'Afrique du Nord et d'Égypte. Les Bohras de la branche Tayyibi sont aussi appelés Dâ'ûdî, et ils sont essentiellement regroupés en Inde, dans le Gujarat, mais aussi en Afrique de l'Est, On en compte au total environ un million. « Bohra » est un mot dérivé du gujarati vohorvu ou vyavahar, qui signifie commercer. Et d'ailleurs, nombre de membres de la communauté Bohra travaillent aujourd'hui dans le commerce, un secteur où ils réussissent en général très bien.
Pour les Bohras, Abû al-Qâsim al-Tayyib est l'imâm caché, mais il a confié son pouvoir spirituel à un Da'i mutlaq (« missionnaire absolu ») qui est donc le chef de la communauté. En 2014, Syedna Mufaddal Saifuddin Saheb est devenu le cinquante-troisième dâ'i des Bohras Dâ'ûdî.
Cependant la communauté Bohra a connu plusieurs scissions, ce qui a donné naissance à différents courants : les Jafari Bohras, qui suivent l'école juridique hanéfite, les Dawoodi Bohras, les Sulaymani Bohras, les Aliyah (ou Alayyis) Bohras, ainsi que d'autres groupes moins connus,.

## Origine ethnique
Les mariages étant surtout endogamiques, les Bohras sont essentiellement d'origine indienne, avec cependant une minorité d'origine yéménite.
Comme pour les communautés Khojas (Pakistan), nombre d'ancêtres des Bohras sont des hindous du Gujarat convertis à l'islam. Leur conversion est le fruit des efforts de missionnaires (dâ'i) fatimides d'Égypte et du Yémen, avant le décès (en 1094) du calife Al-Mustansir Billah. Ils faisaient partie des castes moyennes et supérieures vaishya de Jains, et pouvaient aussi être des musulmans. Plus tard, les nouveaux convertis reprennent l'activité missionnaire dans d'autres régions indiennes qui constituent aujourd'hui le Rajasthan, le Madhya Pradesh et le Maharashtra.

## Histoire

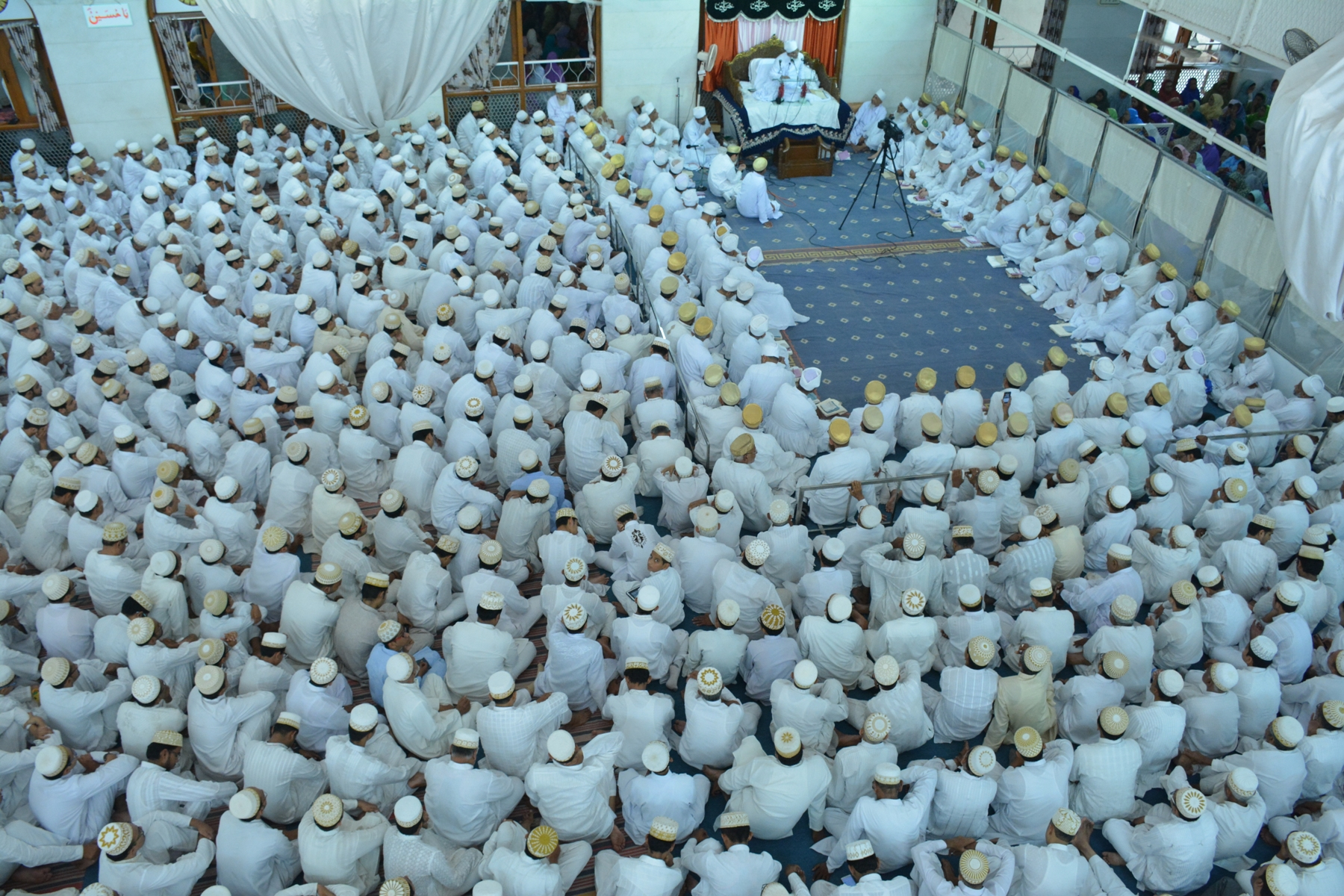
Rencontre de Bohras Alévi autour de leur quarante-cinquième dai-e mutlaq, moharram 1438 (octobre 2016).

Les Bohras sont des Ismaéliens d’origine indienne appartenant à la branche musta‘lienne. À l'origine, ce sont des hindous convertis à l’islam. Après l’assassinat du calife fatimide Mansur al-Amir Bi-Ahkamillah en 1131, son fils Abû al-Qâsim al-Tayyib entre en occultation rapidement. L’autorité religieuse fut alors transférée aux dâ‘îs (prédicateurs), le premier étant Dhu’ayb b. Mûsâ qui se vit conféré le titre de dâ`î mutlâq (chef absolu de la communauté) en 1138. Mais après la mort du vingt-sixième dâ`î mutlâq, Dâ’ûd b. ‘Ajab en 1591, la succession est contestée et la communauté se divise : les Dâ’ûdites suivent Dâ’ûd b. Qutb Shâh alors que les Sulaymânîtes se rangent du côté de Sulaymân b. Hasan. Le dâ`î mutlâq des Dâ’ûdites devait continuer à résider en Inde, alors que celui des Sulaymânites allait s’établir au Yémen. La communauté dâ’ûdite devait connaître d’autres scissions aux XVIIe et XVIIIe siècles.

## Doctrine et coutumes
La doctrine tayyibite ou bohra est issue de la théosophie fâtimide. Cette continuité entre la théosophie fâtimide et la doctrine tayyibite est évidente, puisque les Bohras étudient toujours les œuvres des auteurs fâtimides comme al-Kirmânî ou al-Qadi al-Nu'man. Cela dit, si la doctrine fâtimide reste la doctrine officielle des Bohras, le dâ`î al-mutlâq (le représentant de l’Imâm caché) détient toujours une autorité religieuse sur ses fidèles. En réalité, aucun Bohra ne peut entreprendre quoi que ce soit sans son autorisation. Cette dépendance est scellée par le serment (mithâq) que prête tout fidèle vers l’âge de quinze ans, et qu’il renouvelle chaque année à l’occasion de la fête de Ghadir Khumm.
Les Bohras célèbrent les principales fêtes musulmanes, sunnites et shîites, ainsi que des fêtes spécifiques à leur mouvement, en particulier les anniversaires des dâ`îs importants ainsi que celui du dâ`î en fonction.

### Informations en vrac

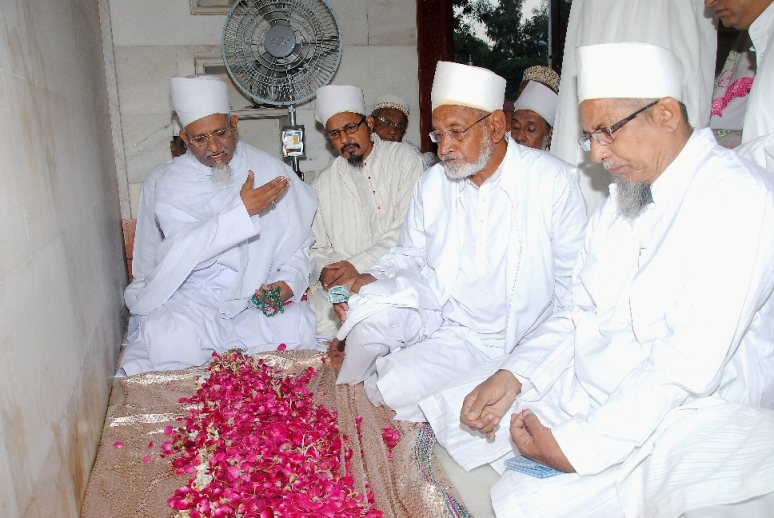
Bohras Alévi lors de la commémoration du urs de Syedna Ali Shamsuddin à Ahmedabad, en 2014.

- Bohras Alévi lors de la commémoration du 389e urs de Syedna Ali Shamsuddin à Ahmedabad, en 2014.Le Rite de Mithaq, est le serment d'allégeance sans restriction envers le Da'i, c'est un point central de la déclaration de foi des Bohras.
- Les Bohras sont environ[Quand ?] 1 200 000. Plus de 90 % d'entre eux vivent dans le Maharashtra et le Gujarat. Les dix pourcents restant sont concentrés majoritairement au Pakistan, en Afrique de l'Est, ainsi qu'en Europe ou aux États-Unis.
- Dhuaib Ibn Musa (1151) est considéré comme le premier Da'i. Mais le premier Da'i à vivre en Inde fut le vingt-quatrième, Yusuf Najmuddin Ibn Sulaiman (1567)
- Le mariage temporaire (mut`a) est interdit.
- Le Da'i est considéré comme infaillible, spirituellement et politiquement, ses adeptes lui doivent total obéissance. Une femme peut aussi bien qu'un homme devenir mollah.
- Il y a 400 jamaatkhanas (lieu de prière et de réunion), 137 musafirkhanas (hôtelleries) et 700 mosquées bohras dans le monde.

## Les différentes branches

Courants et ramifications de l'islam (v. en particulier « Isma'ilsm » — sous « Shi'a » [chiisme]).

Elles sont nées à la suite de conflits de succession des Da'i. On a deux grands embranchements, nés tous deux en 1592.
D'un côté, les Daudi ou Dawoodi Bohras, qui forment la branche la plus importante. Ce mouvement a reconnu pour vingt-septième da'i Syedna Daud ibn Qutubshah (m. 1612). De l'autre côté, on a la branche des Sulaymani Bohras, concentrée au Yémen, et qui reconnaît une lignée différente de da'is à partir de leur vingt-septième da'i, Syedna Sulayman ibn Hasan (m. 1597). Cette communauté sulaymânite — dont le nombre atteindrait environ soixante-dix mille membres[réf. nécessaire] — reconnaît actuellement[C'est-à-dire ?] Ali b. Hasen al-Makrami , qui réside en Arabie Saoudite, comme dâ`î mutlâq.
La branche Daudi se subdivise à son tour en différents mouvements: 1) les Alavi Bohra (ne pas confondre avec les Alévis) est une branche issue des Dawoodi Bohras. En 1637, à la suite de la mort du vingt-huitième Da'i, ils prennent pour Da'i Ali bin Ibrahim. On les trouvent surtout au Pakistan et en Inde. 2) En 1754, à la mort du trente-neuvièvme Da'i, Syedna Ibrahim Wajihuddin, se forme la branche des Hebtiahs bohras. 3) En 1840, à la mort du quarante-sixième Da'i, Syedna Muhammad Badruddin, se forme la Atba-i Malak jama'at. 4) Enfin, dans les années 1980, le mouvement Progressive Dawoodi Bohra a fait sécession.